# Lipidbilager

Detta tvärsnitt av det flytande lipidbilagret utgörs uteslutande av fosfatidylkolin.

De tre viktigaste strukturtyperna som fosfolipider formar i lösning; liposom (ett slutet dubbellager), micell och dubbellager.

Lipidbilager är en mycket vanlig form av biologiskt membran.  Det består av två lager av lipida molekyler. De här membranen är platta tunna lager som utgör sammanhängande barriärer runt alla celler. Cellmembranen på nästan alla organismer och många virus består av lipidbilager. Detsamma gäller kärnmembranet runt cellkärnan och andra membran som omger mindre strukturer i cellen. Lipidbilagret är den barriär som håller kvar joner, proteiner och andra molekyler där de behövs och förhindrar att de sprids till andra områden, där de inte ska vara. Lipidbilagren är mycket väl lämpade för den rollen, trots att de är bara några få nanometer i tvärsnitt. De är ogenomträngliga för de flesta vattenlösliga molekyler. De här dubbellagren är särskilt ogenomträngliga för joner, vilket gör att cellerna kan reglera salt-koncentrationer och pH genom att aktivt överföra joner från en sida av membranet till den andra. 
De biologiska dubbellagren består vanligtvis och framför allt av amfifila fosfolipider, som har ett ”huvud” som utgörs av hydrofilt fosfat och två ”svansar” som består av hydrofoba fettsyrekedjor. Fosfolipider som har vissa typer av huvuden kan ändra dubbellagrets kemiska egenskaper och till exempel fungera som signaler och ankare för andra molekyler i membranen. 
Liksom huvudena, kan också svansarna påverka membranens egenskaper, till exempel deras fas. Dubbellagret kan anta en fast gel-form vid låga temperaturer men genomgå en fasövergång till ett flytande tillstånd vid högre temperaturer. Svansarnas kemiska egenskaper påverkar vid vilken temperature fasövergången sker. Sättet som lipiderna placeras i dubbellagret påverkar också dess mekaniska egenskaper, bland annat dess motstånd mot sträckning och böjning. Många av dessa egenskaper har studerats med användning av artificiella modeller av de verkliga dubbellagren i naturen, modeller som tillverkats i laboratorier. Vesiklar som är uppbyggda av modell-dubbellager har också använts kliniskt för att administrera mediciner. 
Förutom fosfolipiderna innehåller de biologiska membranen vanligtvis också molekyler av flera andra typer. Ett särskilt viktigt exempel i djurceller är kolesterol, som förstärker dubbellagret och minskar dess genomtränglighet. Kolesterol hjälper också till att reglera aktivitetsnivån för vissa inbäddade membranproteiner. Eftersom dubbellagren utgör avgränsningen mellan cellen och dess omgivning och mellan olika avdelningar inne i cellen är membranproteinerna inblandade i många signaleringsprocesser mellan celler och mellan celldelar. Många membranproteiner är också inblandade när två membran ska sammanfogas till ett. En sådan sammansmältning möjliggör att två åtskilda strukturer förenas till en, till exempel när ett ägg befruktas genom att det smälter samman med en spermie. 
Lipidbilagren är bräckliga och så små att de inte syns i traditionella mikroskop. Det gör att det är svårt att studera dem. Experiment med lipidbilager kräver ofta användning av avancerade tekniker, som elektronmikroskopi och atomkraftsmikroskopi. 

## Fettsyror och deras fördelning
Tabellen nedan visar ungefärliga procentandelar för olika fettsyror i olika membran.
| Fettsyra             | Cellmembran i lever i råtta | Cellmembran i potatis | Cellmembran i E. coli | Myelin i människa | Tylakoid i spenat | Inre membran i mitokondrie i lever i råtta |
| -------------------- | --------------------------- | --------------------- | --------------------- | ----------------- | ----------------- | ------------------------------------------ |
| Fosfatidyletanolamin | 16                          | 45                    | 63                    | 40                | 6                 | 25                                         |
| Fosfatidylkolin      | 35                          | 30                    | -                     | 34                | 37                | 46                                         |
| Fosfatidylserin      | 8                           | -                     | -                     | 9                 | -                 | 2                                          |
| Sfingomyelin         | 18                          | -                     | -                     | 10                | -                 | 3                                          |
| Fosfatidylinositol   | 7                           | 20                    | -                     | -                 | 17                | 6                                          |
| Fosfatidylglycerol   | 6                           | -                     | 35                    | -                 | 48                | 3                                          |
| Difosfatidylglycerol | -                           | -                     | 6                     | -                 | 7                 | 19                                         |